# Aristón de Etolia
Aristón fue un strategos de la Liga Etolia en 221 a. C., que, trabajando bajo algún defecto corporal, dejó el mando de las tropas a Escopas y Dorímaco, mientras él mismo permanecía en el país. A pesar de las declaraciones de los aqueos para considerar a cada uno como un enemigo que debían traspasar los territorios de Mesenia o Acaya, los comandantes etolios invadieron el Peloponeso, y Aristón fue bastante estúpido ante este hecho para afirmar que los etolios y aqueos estaban en paz unos con otros.